# Gâlmeia
Gâlmeia – wieś w Rumunii, w okręgu Prahova, w gminie Plopu. W 2011 roku liczyła 238 mieszkańców.